# AK Press

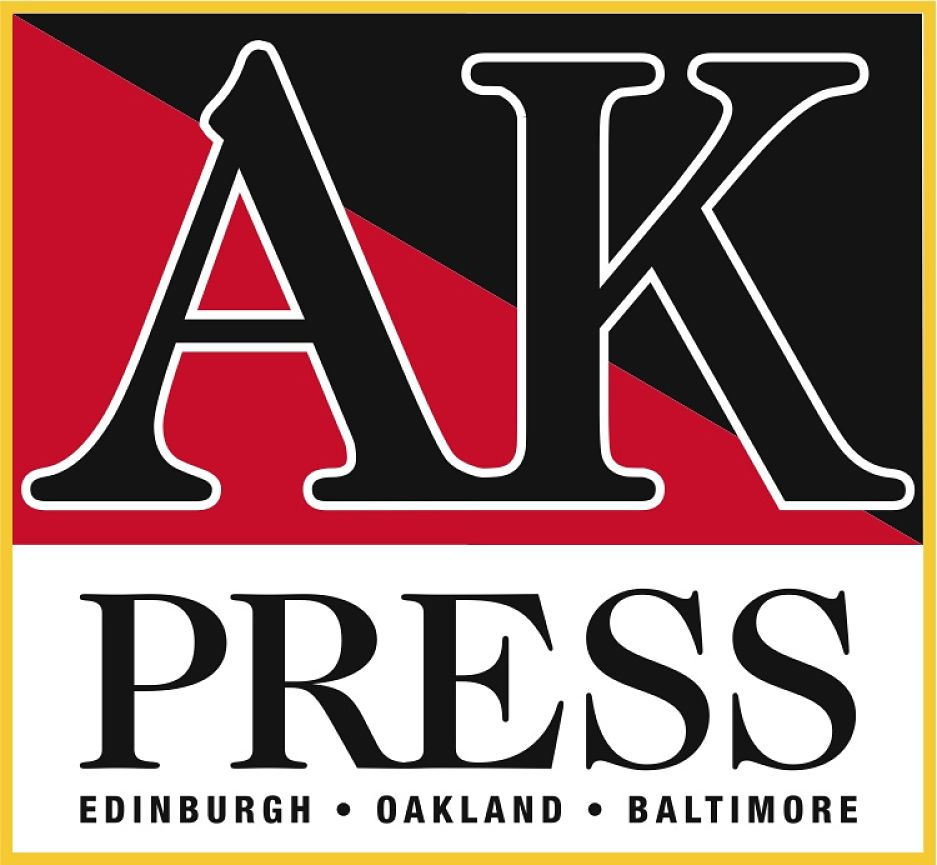
Logo AK Press

AK Press ist ein internationaler Independent-Verlag und Buchvertrieb, der auf radikale und anarchistische Literatur spezialisiert ist. Er wird von einem Kollektiv betrieben, in dessen Besitz er auch ist. 

## Geschichte
AK wurde 1987 in Stirling in Schottland von Ramsey Kanaan als Versandvertrieb gegründet. Er benannte ihn nach seiner Mutter Ann Kanaan. Das Projekt vergrößerte sich bald zu einem unabhängigen Verlag und AK hat nun auch eine Dependance in Oakland in Kalifornien. 2007 verließen Kannan und andere Mitglieder AK Press, um einen neuen radikalen Verlag PM Press zu gründen.
AK Press ist eine Arbeiterkooperative, was bedeutet, dass der Verlag allen Mitgliedern des Kollektivs gehört und es keine Chefs gibt. Jedes Mitglied hat Anspruch auf die gleiche Bezahlung und gleiches Mitspracherecht. Der Onlinevertrieb erfolgt über einen US-amerikanischen und einen europäischen Onlineshop. In den USA fährt sein „Bookmobile“ durch das Land und ist bei Protesten und Konferenzen von Aktivisten zur Stelle, meistens auf Anfragen hin. In Großbritannien werden bei ähnlichen Ereignissen Stände aufgebaut.
Schwerpunkte des Programms sind u. a. Anarchismus, Bücher über die Globalisierung und über Tierrechte sowie Reprints radikaler Klassiker.
AK Press verkauft auch Textilien, Sticker u. ä. Der Verlag hat auch Hörbücher mit bekannten Radikalen wie Noam Chomsky, Howard Zinn, Jello Biafra, Arundhati Roy und Mumia Abu-Jamal sowie Musik von Künstlern wie David Rovics und Utah Phillips herausgebracht.

## Veröffentlichte Autoren (Auswahl)
- Paul Avrich: The Modern School Movement. Anarchism And Education In The United States.
- Alexander Berkman: What is Anarchism?
- Hakim Bey: Immediatism.
- Murray Bookchin: Post-Scarcity Anarchism, Social Anarchism or Lifestyle Anarchism. An Unbridgeable Chasm., The Spanish Anarchists. The Heroic Years 1868–1936., To Remember Spain. The Anarchist and Syndicalist Revolution of 1936., Which Way For The Ecology Movement.
- Noam Chomsky: Chomsky on Anarchism., At War With Asia. Essays On Indochina., u. a.
- Ward Churchill: On the Justice of Roosting Chickens., Life in Occupied America., u. a.
- Daniel Cohn-Bendit: Obsolete Communism. The Left-Wing Alternative.
- Guy Debord: Complete Cinematic Works.
- Norman Finkelstein: An Issue Of Justice. Origins Of The Israel/Palestine Conflict.
- David Graeber: Possibilities. Essays on Hierarchy, Rebellion, and Desire.
- Daniel Guérin: No Gods, No Masters. (1 volume edition; and a 2 volume edition);
- Derrick Jensen: Endgame Volume I. The Problem Of Civilization. and Endgame Volume II. Resistance.
- Anton Pannekoek: Workers' Councils.
- Rudolf Rocker, with an introduction by Noam Chomsky: Anarcho-Syndicalism. Theory and Practice.
- Penny Rimbaud: Shibboleth. My Revolting Life., The Diamond Signature.
- Valerie Solanas: SCUM Manifesto.
- Jeffrey St. Clair und Alexander Cockburn (eds.): The Politics Of Anti-Semitism.
- John Zerzan: Elements Of Refusal., Against Civilization. Readings and Reflections.